# Figaros Wölfe
Figaros Wölfe ist ein deutscher Rape-And-Revenge Liebesfilm aus dem Jahr 2017 von Dominik Galizia.

## Handlung
Während zu Füßen eines opulenten Gebäudes das gesittete Bürgertum flaniert, lebt ein sonderbares Mädchen namens Colette (Saralisa Volm) auf dessen Dach. Ihr Körper ist ein begehrtes Objekt dreier Männer, die sich offenbar täglich über sie hermachen, bis ein Fremder (Franz Rogowski) ihr Dasein schlagartig ändert. Ihre Freiheit reicht in den Himmel und doch nicht weiter als zur Dachkante, isoliert von der hiesigen, menschlichen Existenz. Das Dach ist zugleich Jagdrevier von Figaro und seinen Ganoven mit schändlichen Absichten sowie ein Auffangbecken aller Scheußlichkeiten, die im bürgerlichen Getümmel keinen rechten Platz einnehmen können.

## Produktion
Bei dem Film handelt es sich um eine No-Budget Produktion, die komplett unabhängig über die deutsche Crowdfunding-Plattform Startnext finanziert wurde. Das Gesamtbudget des Films betrug ca. 20.000 €.
Gedreht wurde im September 2015 auf einem Hochhaus nahe Kottbusser Tor in Berlin, mit zusätzlichen Außenaufnahmen in Berchtesgaden.
Premiere feierte Figaros Wölfe auf dem Fantasy Filmfest 2017 am 10. September 2017.